# Blåtjärnen (Bjurholms socken, Ångermanland)
Blåtjärnen är en sjö i Bjurholms kommun i Ångermanland och ingår i Lögdeälvens huvudavrinningsområde. Sjön har en area på 0,11 kvadratkilometer och ligger 250 meter över havet. Vid provfiske har bland annat elritsa, lake, mört och röding fångats i sjön.

## Delavrinningsområde
Blåtjärnen ingår i det delavrinningsområde (708974-164558) som SMHI kallar för Utloppet av Blåtjärnen. Medelhöjden är 300 meter över havet och ytan är 1,93 kvadratkilometer. Räknas de 4 avrinningsområdena uppströms in blir den ackumulerade arean 8,51 kvadratkilometer. Vattendraget som avvattnar avrinningsområdet har biflödesordning 3, vilket innebär att vattnet flödar genom totalt 3 vattendrag innan det når havet efter 73 kilometer. Avrinningsområdet består mestadels av skog (81 procent). Avrinningsområdet har 0,11 kvadratkilometer vattenytor vilket ger det en sjöprocent på 5,9 procent.

## Fisk
Vid provfiske har följande fisk fångats i sjön:
- Elritsa
- Lake
- Mört
- Röding
- Öring